# Ariphrades plumigera
Ariphrades plumigera är en fjärilsart som beskrevs av Paul Dognin 1914. Ariphrades plumigera ingår i släktet Ariphrades och familjen nattflyn. Inga underarter finns listade i Catalogue of Life.